# Lasioideae
Lasioideae é uma subfamília  de plantas com flor da família Araceae  que agrupa 10 géneros: Anaphyllopsis, Anaphyllum, Cyrtosperma, Dracontioides, Dracontium, Lasia, Lasimorpha, Podolasia, Pycnospatha e Urospatha.

## Géneros
A subfamília Lasioideae agrupa os seguintes géneros:
- Anaphyllopsis,
- Anaphyllum,
- Cyrtosperma,
- Dracontioides,
- Dracontium,
- Lasia,
- Lasimorpha,
- Podolasia,
- Pycnospatha,
- Urospatha.